# Japan i olympiska vinterspelen 1992
Japan deltog med 60 deltagare vid de olympiska vinterspelen 1992 i Albertville. Totalt vann de en guldmedalj, två silvermedaljer och fyra bronsmedaljer.

## Medaljer

### Guld
- Reiichi Mikata, Takanori Kono och Kenji Ogiwara - Nordisk kombination , 3 x 10 km stafett.

### Silver
- Midori Ito - Konståkning.
- Toshiyuki Kuroiwa - Skridskor, 500 meter.

### Brons
- Yuichi Akasaka, Tatsuyoshi Ishihara, Toshinobu Kawai och Tsutomu Kawasaki - Short track, 5000 meter stafett.
- Junichi Inoue - Skridskor, 500 meter.
- Yukinori Miyabe - Skridskor, 1 000 meter.
- Seiko Hashimoto - Skridskor, 1 500 meter.